# 瀋陽東塔機場
瀋陽東塔機場是瀋陽市的前民用機場，建於1921年，1950年改為軍民合用。1989年東塔機場停辦民航業務，桃仙機場成為瀋陽市的聯外機場。

## 歷史

### 成立
1920年10月16日，張作霖在直皖戰爭战后，自段祺瑞皖系空军中分得4架運輸機和4架教練機，成立東三省航空處。划地1200亩籌建東塔機場。由于这座机场在沈阳古塔——东塔附近，故取名“东塔机场”。1921年，東塔機場在東塔農業試驗場的基礎上改建而成并投入使用。当时建成了500米长的土质跑道、1040平方米的综合楼、飞机库以及维修厂。1921年，又先后采购了20架英制爱佛罗和法制高德隆飞机。1922年9月，创办了东北航空学校，张学良任校长，他主持了机场的扩建，还不惜重金从国外购买一批最新型号的飞机，将东北空军编为飞龙、飞虎、飞鹏、飞鹰、飞豹五个飞行队。建立航空工厂和兵工厂。东三省航空处先后开设了两个邮运航班。1924年3月，沈阳至营口牛庄通航，其中五架飞机用于邮运工作，这是沈阳地区首次出现的航空邮路。1928年，张学良担任东三省保安司令，扩建东塔机场，增设了储油库和航空灯塔等设施，并在原跑道基础上修建一条长1500米、宽80米、厚0.12米的混凝土跑道。
1931年，日軍攻陷東塔機場，並成立滿洲航空。東塔機場在日满时期上又稱奉天東飛行場。但滿洲航空1936年將基地遷至北陵機場，東塔機場成為日軍野戰航空工廠的試飛場。1945年日本投降，8月19日凌晨，苏联外贝加尔方面军司令马利诺夫斯基元帅向普里图拉将军下达空降突击命令：“攻下沈阳城内一切重要设施，逼日军司令部宣布无条件彻底投降。”普里图拉率225名空降兵分乘数架苏军飞机朝沈阳飞去。溥儀第三次退位后準備逃往日本。苏军沈阳警备司令科夫通坦克兵少将回忆：“在机场，我们看见了一架准备起飞的飞机，这使我们产生了兴趣。我们拦住一名年轻的军人，从问话中了解到，溥仪在这儿。我做出了将其逮捕的决定。幸好，我们的飞机还没熄火。我开始通过女翻译与溥仪进行交谈，悄悄地把他带上了我们的汽车……”
1948年11月，衛立煌、趙家驤等中華民國政府之高級官員及將領因情勢不利，自此搭機南下。
抗美援朝战争爆发后，1950年11月沈北新城子、清水台、财落堡、蒲河、虎石台派出千名建筑工人、大车30台，抢修东塔机场跑道、抢建掩体工程，仅用34天就完成各种掩体47个。将原有跑道延长、加厚跑道向西南方向延长了520米，将原有跑道延长、加厚，同时修建了350吨容量半埋式油罐。每逢雨雪天气，南塔、万莲和龙王庙3个街道组织群众到机场来除水扫雪，以保障军用战机的战斗值班。1951年4月19日，空6师从鞍山机场进驻东塔机场，接收苏军驻沈阳东塔机场一个空军战斗机师的装备，包含米格-9飞机58架，雅克-11飞机2架，雅克-17飞机5架，通信机2架。1951年12月8日空6师由沈阳东塔机场进驻安东大东沟机场，42名飞行员、52架米格-15战斗机参战。按照中央军委要求志愿军空军歼击机部队进行第二番作战，1952年7月10日空6师由广州出发，7月21日抵达沈阳东塔机场，换装米格-15比斯战斗机，开始换型飞行训练。空六师两番参战，共击落敌机26架，击伤敌机5架。

### 民航運營
1950年，東塔機場改為軍民合用機場，设立中苏民用航空股份公司沈阳民航站。但當時只有一座綜合樓。1950年7月1日，沈阳东塔机场开通了以北京为中心，通往苏联境内的三条航线，全程2416公里。1954年修建定向台和北运台，可供中型运输机起降。1955年1月1日中苏民用航空股份公司撤销，设立中国民航沈阳航空站。1964年11月，中国民用航空沈阳管理局成立，东塔机场成为东北民用航空交通枢纽和飞机维修基地。1965年，东塔机场历史上第一座真正意义上的候机楼——新建3716平方米的三层候机楼和办公楼、招待所。1972年，修建了一座1246平方米的机库，并翻新部分跑道和滑行道。1974年扩建停机坪。1983年，卓長仁劫機事件發生後，東塔機場仅用100天就建成了1592平方米的隔离登机厅，并安装了现代化电子安检设备。1986年，中国民航沈阳管理局和沈阳市政府投资扩建机场。1986年出入旅客73.78万人次。经过多次改造更新，机场完成了双向导航台、全向设标台以及着陆系统建设，可以保证中型客机昼夜起降。
雖經過多次擴建，但隨著航空運輸需求量日益增長，東塔機場仍然變得不敷應用。1989年4月16日，瀋陽桃仙國際機場啟用，東塔機場的民航業務連同其IATA代碼SHE轉移至桃仙機場。此後，東塔機場轉回軍用。
2013年，新民市公安局宣佈東塔機場將搬遷至新民市，舊址將規劃成以文化為主題的特色商業區。